# Britta Ernst
Pour les articles homonymes, voir Ernst.
Britta Ernst, née le 23 février 1961 à Hambourg (Allemagne), est une femme politique allemande membre du SPD. Membre du Parlement de Hambourg de 1997 à 2011, ministre de l'Éducation du Schleswig-Holstein de 2014 à 2017, elle est ministre de l'Éducation du Brandebourg de 2017 à 2023. À ce titre, elle exerce entre 2021 et 2022 la présidence de la Conférence permanente des ministres de l'Éducation des Länder.
Elle est aussi l'épouse de l'ancien chancelier allemand Olaf Scholz.

## Biographie

### Études
Après avoir obtenu son Abitur en 1980, elle effectue un apprentissage dans le secteur de l'immobilier. Par la suite, elle étudie l'économie (diplômée en 1990) puis la socioéconomie (diplômée en 1992),.
Elle est membre de la fondation Friedrich-Ebert et du syndicat Ver.di.

### Carrière professionnelle et politique
Britta Ernst adhère au Parti social-démocrate d'Allemagne (SPD) en 1978. De 1991 à 1993, elle est membre de l'assemblée de l'arrondissement d'Altona à Hambourg. En 1993, elle devient conseillère de la sénatrice hambourgeoise Traute Müller (de). De 1994 à 1997, elle est conseillère du sénateur Thomas Mirow. Elle est membre du Parlement de Hambourg du 8 octobre 1997 au 31 août 2011. Elle représente le SPD au sein de la commission scolaire, de la commission scientifique et du comité spécial pour les enfants délaissés. Elle est également membre de la commission pour le développement scolaire. De 2001 à 2006, elle est présidente adjointe du groupe parlementaire SPD et porte-parole sur les sujets ayant trait à l'éducation. Ses priorités politiques sont la politique scolaire et l'égalité des sexes. De 2006 à 2011, elle est directrice parlementaire de son parti. Elle est réélue lors des élections régionales de 2008. Pour ce mandat, elle devient la porte-parole du SPD sur les questions constitutionnelles. En outre, elle continue de siéger au sein de la commission scolaire et rejoint la commission constitutionnelle.

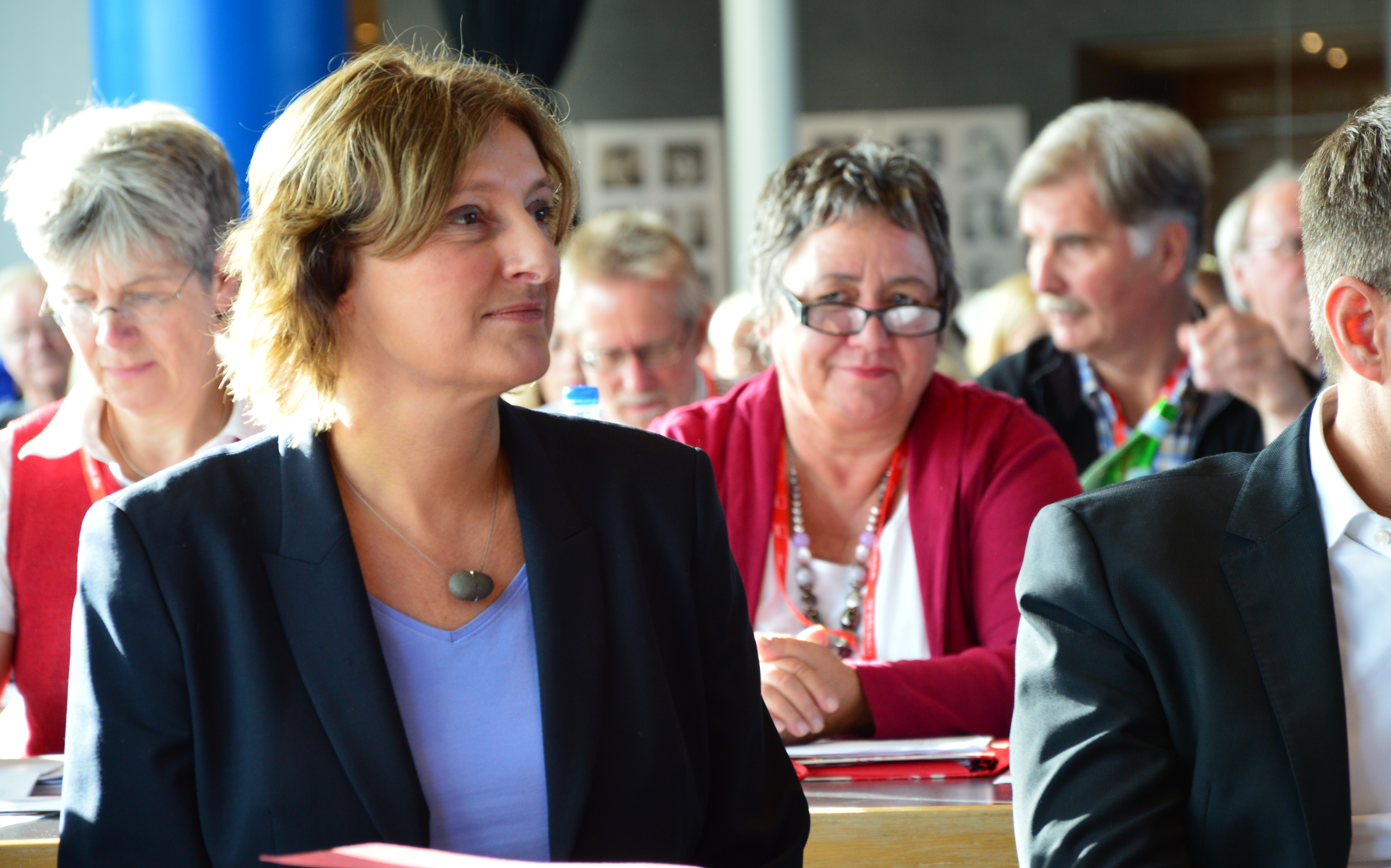
Britta Ernst en 2014.

Durant les élections régionales de 2009 en Schleswig-Holstein, Britta Ernst est membre du cabinet fantôme dirigé par Ralf Stegner. Aux élections régionales de 2011, elle est réélue membre du Parlement de Hambourg mais démissionne le 31 août de la même année afin de travailler comme directrice adjointe du groupe parlementaire SPD au Bundestag. En 2014, elle est nommée ministre de l'Éducation et de la Formation professionnelle de Land de Schleswig-Holstein, dans le cabinet du ministre-président Torsten Albig, occupant ce poste jusqu'en 2017. Elle est aussi membre suppléante du Bundesrat de 2014 à 2017.
Entre septembre 2017 et avril 2023, Britta Ernst est ministre de l'Éducation, de la Jeunesse et des Sports du Land du Brandebourg, dans le cabinet du ministre-président Dietmar Woidke,. De 2017 à 2019, elle est membre du Bundesrat, et en redevient membre suppléante depuis 2019. En janvier 2021, elle devient pour un an présidente de la Conférence permanente des ministres de l'Éducation des Länder.

## Famille
En 1998, elle épouse l'homme politique Olaf Scholz, chancelier fédéral de 2021 à 2025. Le couple vit à Potsdam.